# Scolacium
Scolacium ou Skylletion, ville de Cassiodore, dit aussi Scylletium, Scylacium, Scolatium, Scyllaceum, Scalacium, ou Scylaeium en latin (grec ancien : Σκυλλήτιον pour Étienne de Byzance et Strabon ou Σκυλάκιον pour Claude Ptolémée) puis successivement Minervium et Colonia Minervia fut une ancienne cité côtière de la Grande-Grèce. Son histoire est millénaire et traverse les époques et les peuples sous la domination des Bruttiens, des Grecs, des Romains, des Byzantins, des Sarrasins et des Normands. Les vestiges de cette cité sont localisées sur la côte ionienne, dans le Golfe de Squillace, sur le territoire de la Roccelletta di Borgia (frazione de la commune de Borgia). Ces vestiges sont devenues un parc archéologique en 1982. Des traces de la cité de Scolacium furent retrouvées à Caminia, frazione de la commune de Stalettì, à Catanzaro Lido et à Germaneto (quartier de la ville de Catanzaro). L'actuelle ville et commune de Squillace doit son nom à cette cité.

## Histoire
La cité de Scolacium fut à l'origine une cité grecque de la Grande-Grèce sous le nom de Skylletion (du VIIe siècle av. J.-C. au IIIe siècle av. J.-C.), romaine et byzantine sous le nom de Scolacium (du IIe siècle av. J.-C. à la première moitié du VIIe siècle) et enfin normande. Les Normands y construisent la Basilique Santa Maria de la Roccella (première moitié du XIIe siècle) dont la frazione de Roccelletta de Borgia tire son nom. 
Après être tombée dans l'oubli, le territoire de l'actuel parc archéologique appartint aux terres de l'évêché de Squillace avant d'être racheté par la famille Massara de Borgia. Dans les années 1890, les Massara subissent des difficultés économiques et Vincenzo Massara, fils de Saverio Massara, doit le revendre aux enchères en 1891. C'est un de ses cousins, le baron Emanuele Mazza qui l'achète. La propriété reste dans la famille jusqu'à Gregorio Mazza qui est le premier à permettre à un archéologue, Ermanno Arslan, de venir inspecter ses terres. Après de nombreuses découvertes archéologiques d'importance, l'état italien se décide en 1982 à acheter une partie de la zone aux Mazza pour y créer un parc archéologique tout en leur laissant une partie de l'oliveraie ainsi que leur ancienne demeure nobiliaire (auparavant Casa Massara, construite au XVIIIe siècle),,,.

## Parc archéologique de Scolacium

### Basilique Santa Maria de la Roccella

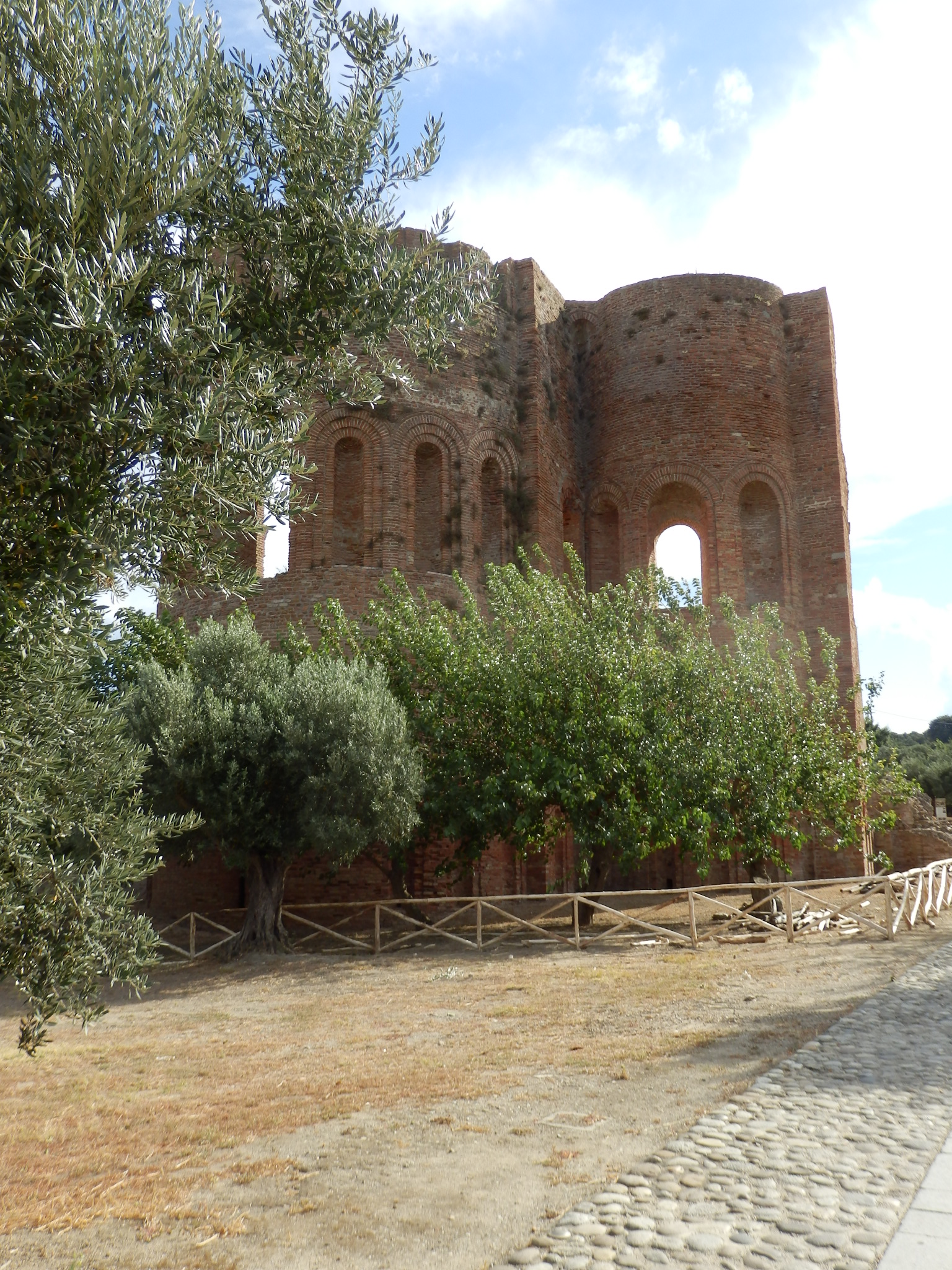
Vue du devant de la basilique.
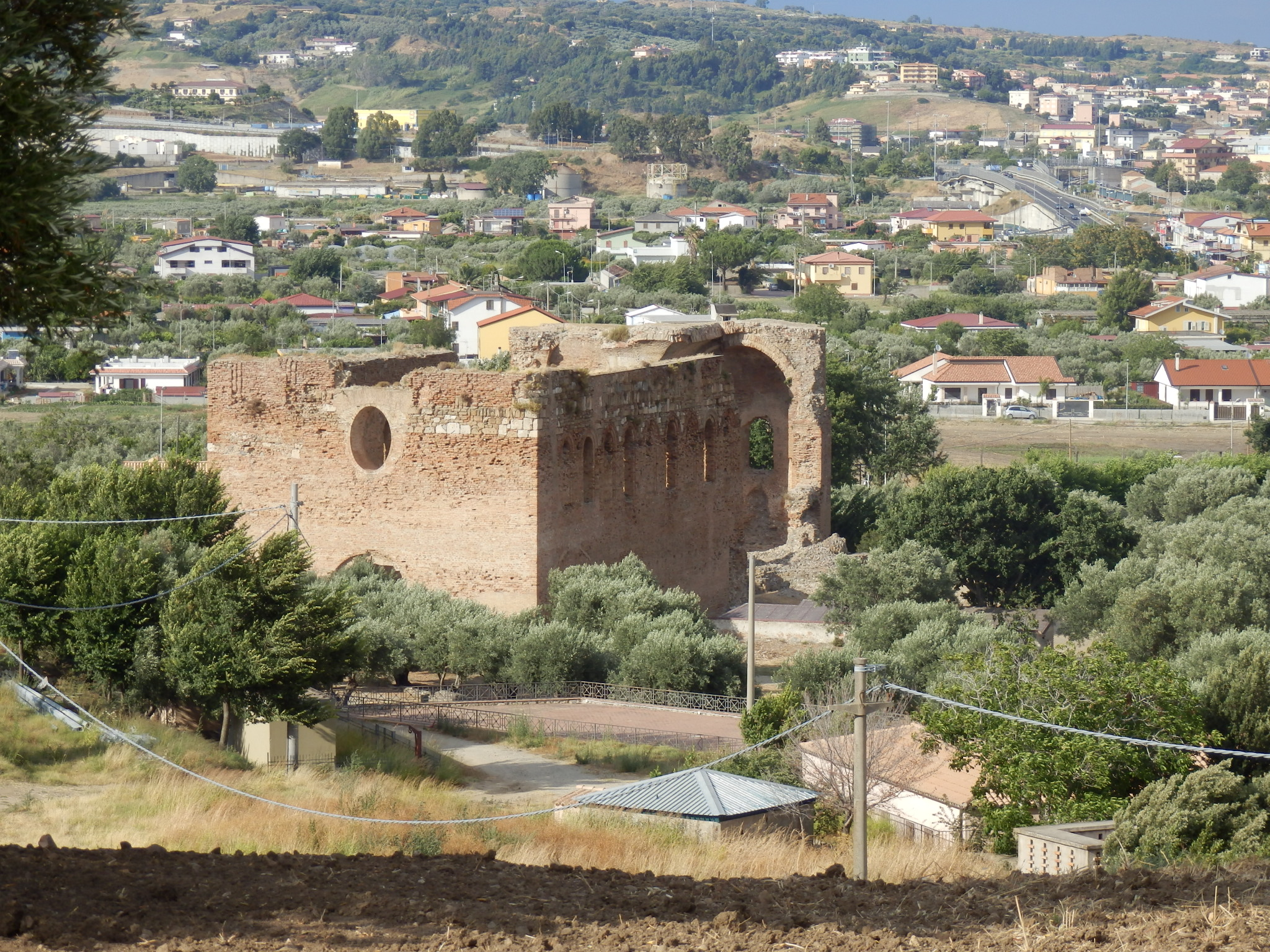
La basilique avec Catanzaro au fond.
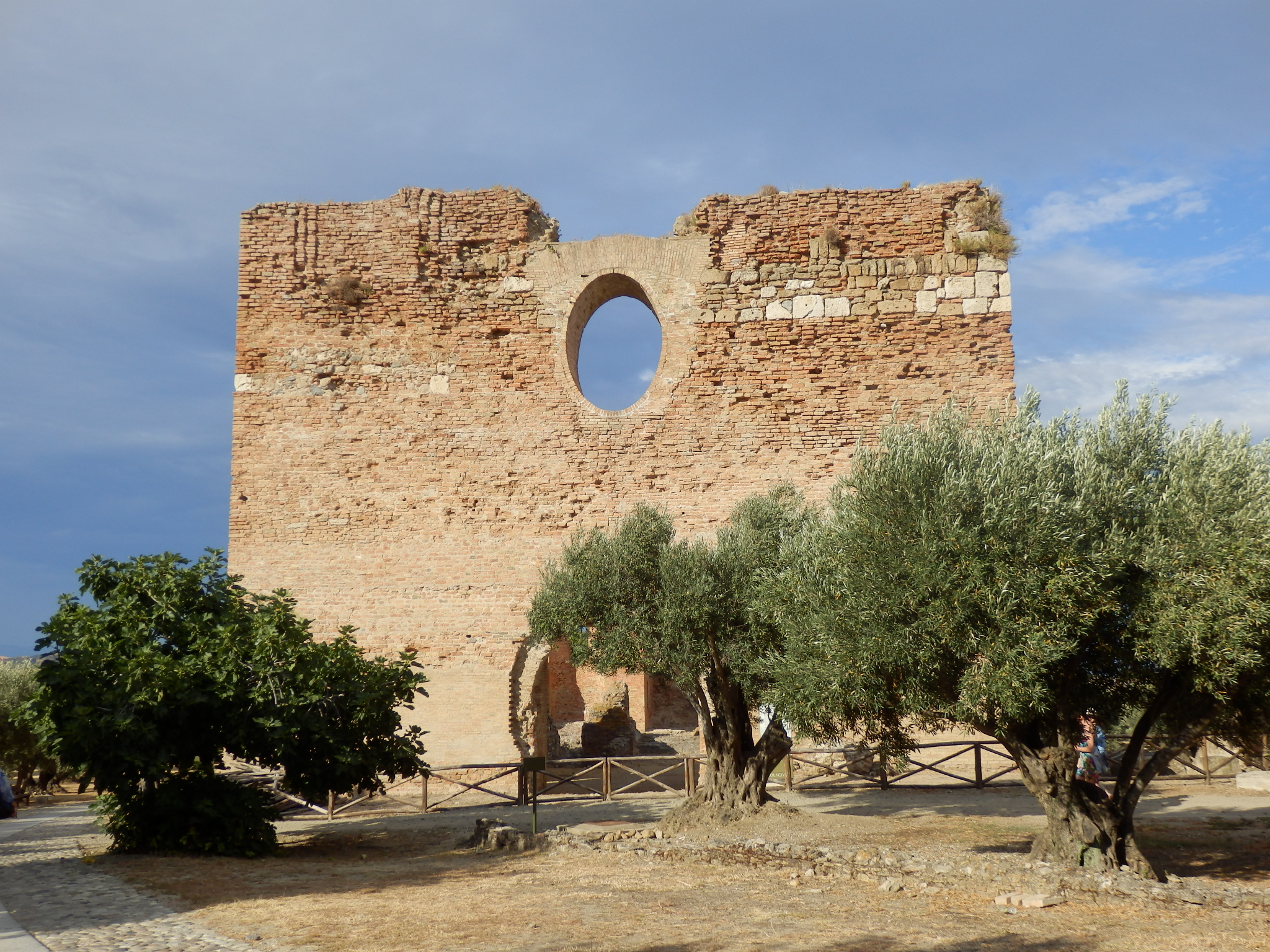
Vue du derrière de la basilique.
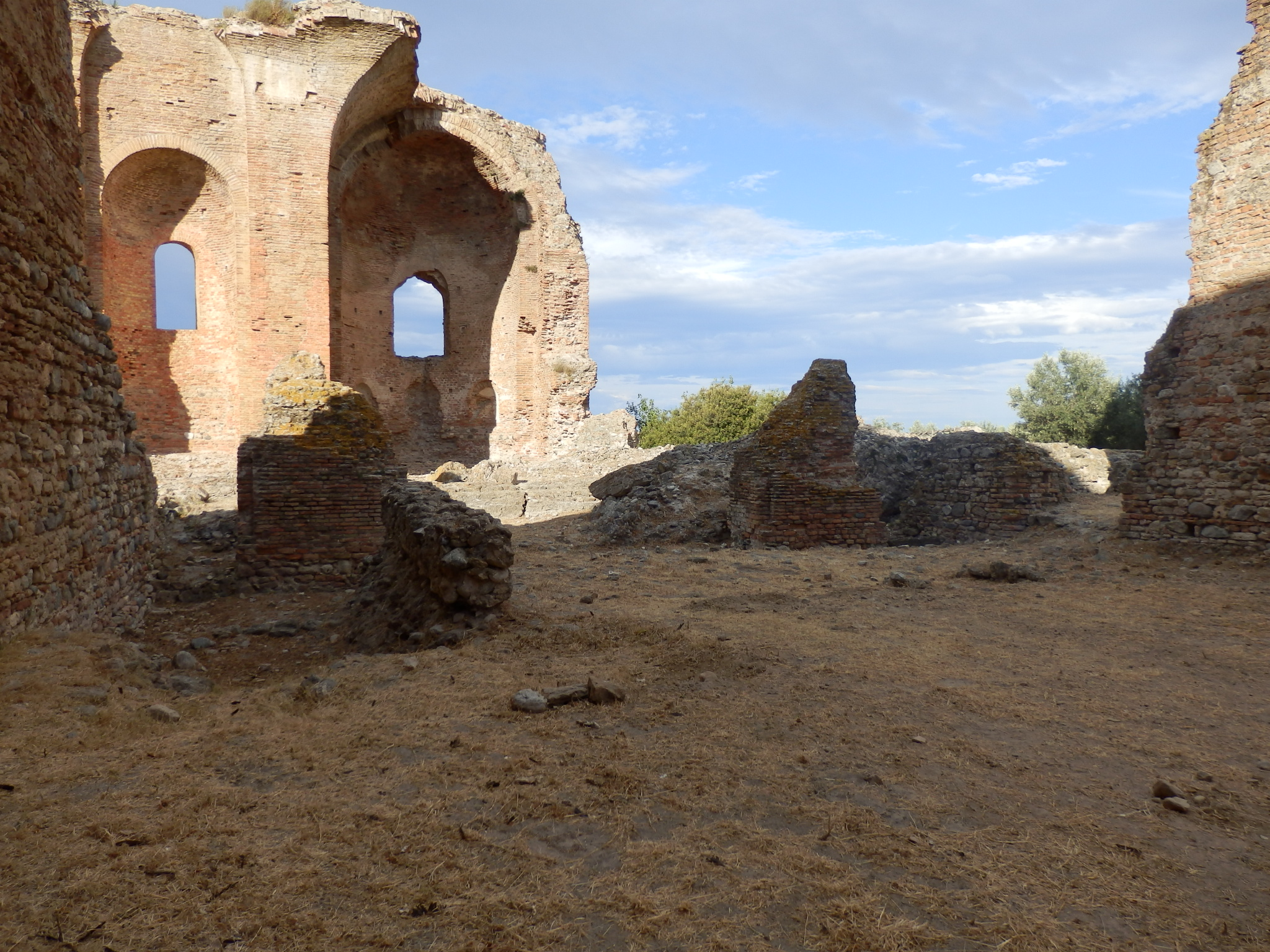
L'intérieur de la basilique.
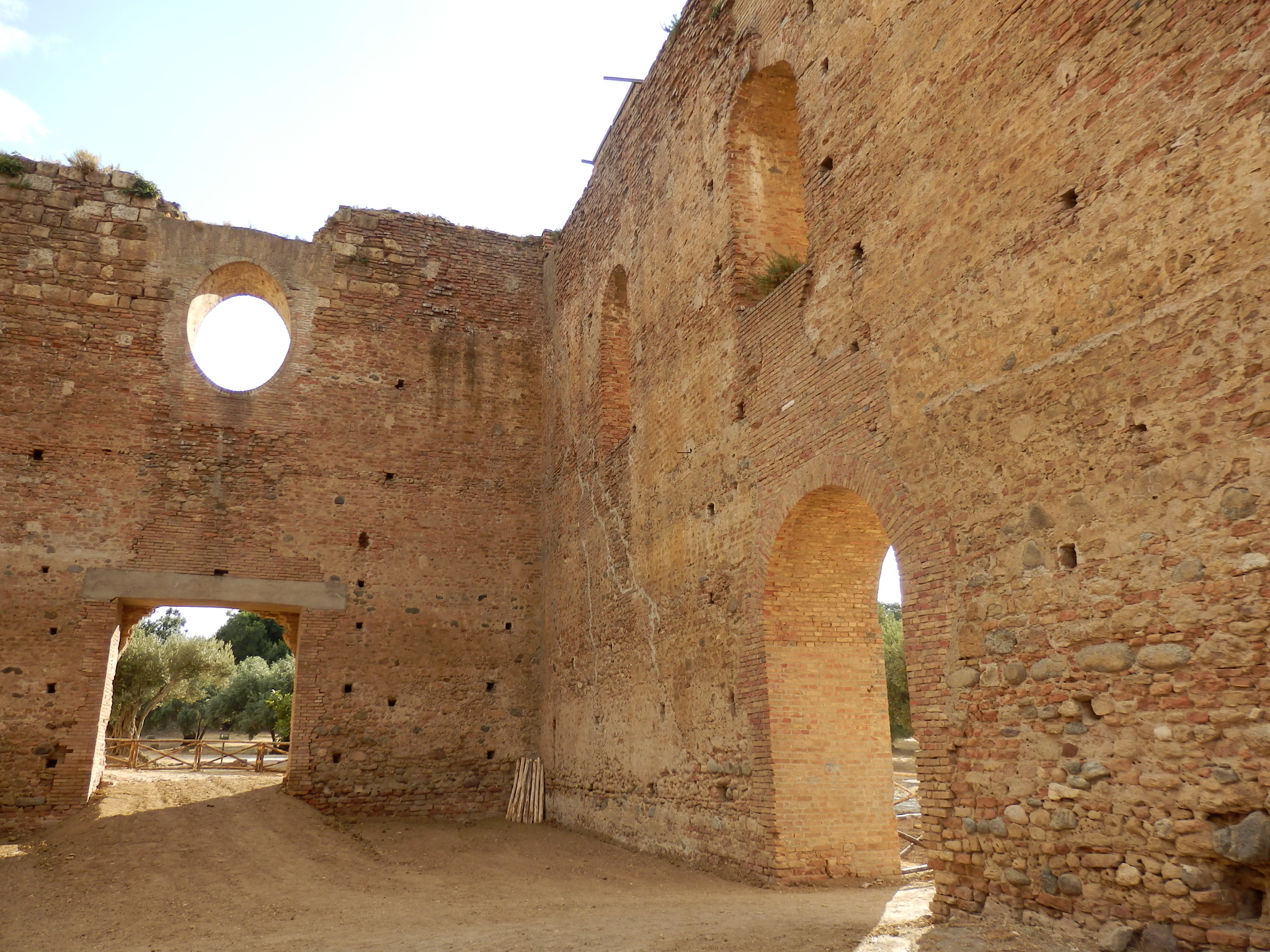
L'intérieur de la basilique.

### Habitations et forum romain

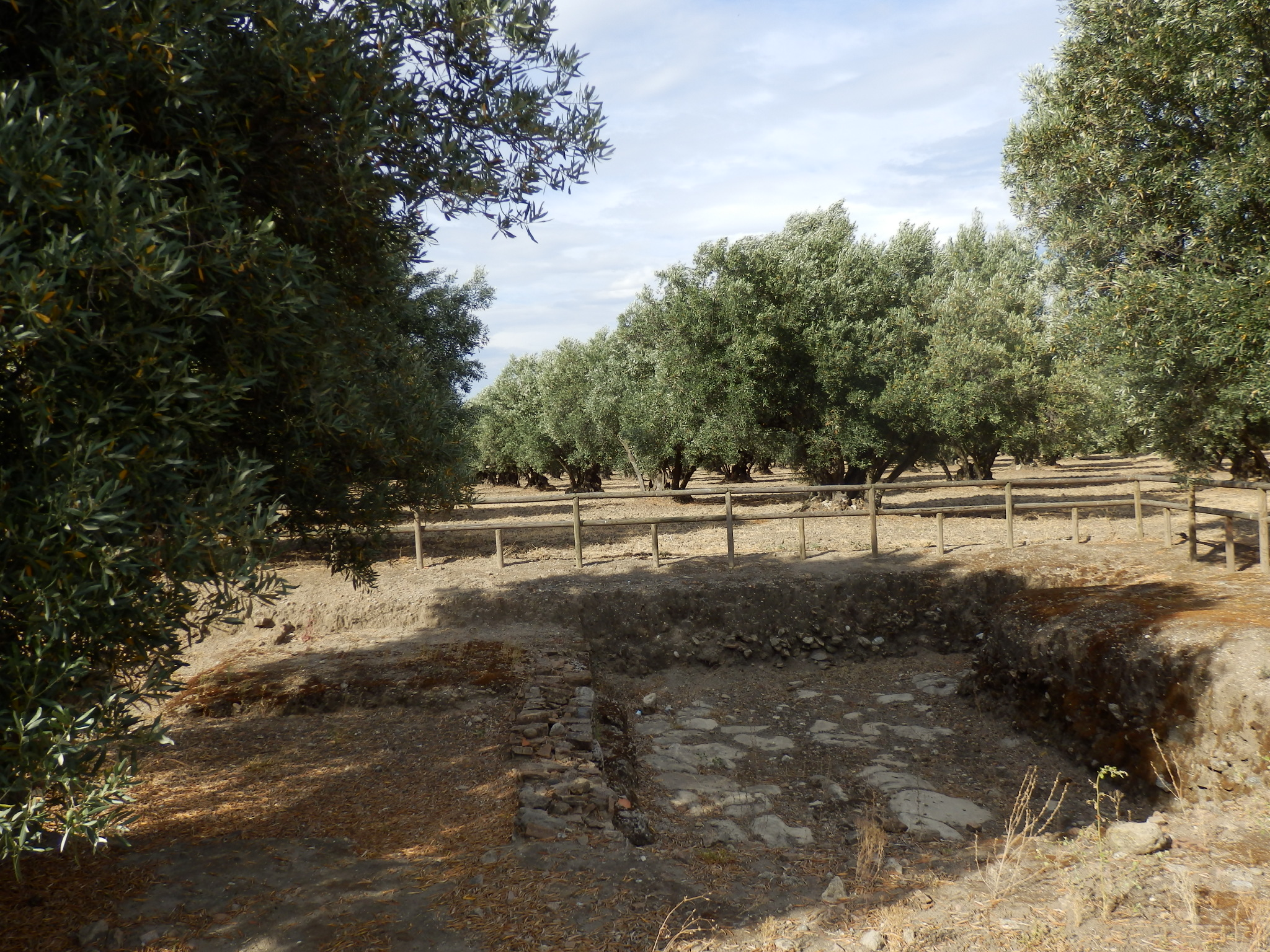
Habitations romaines.
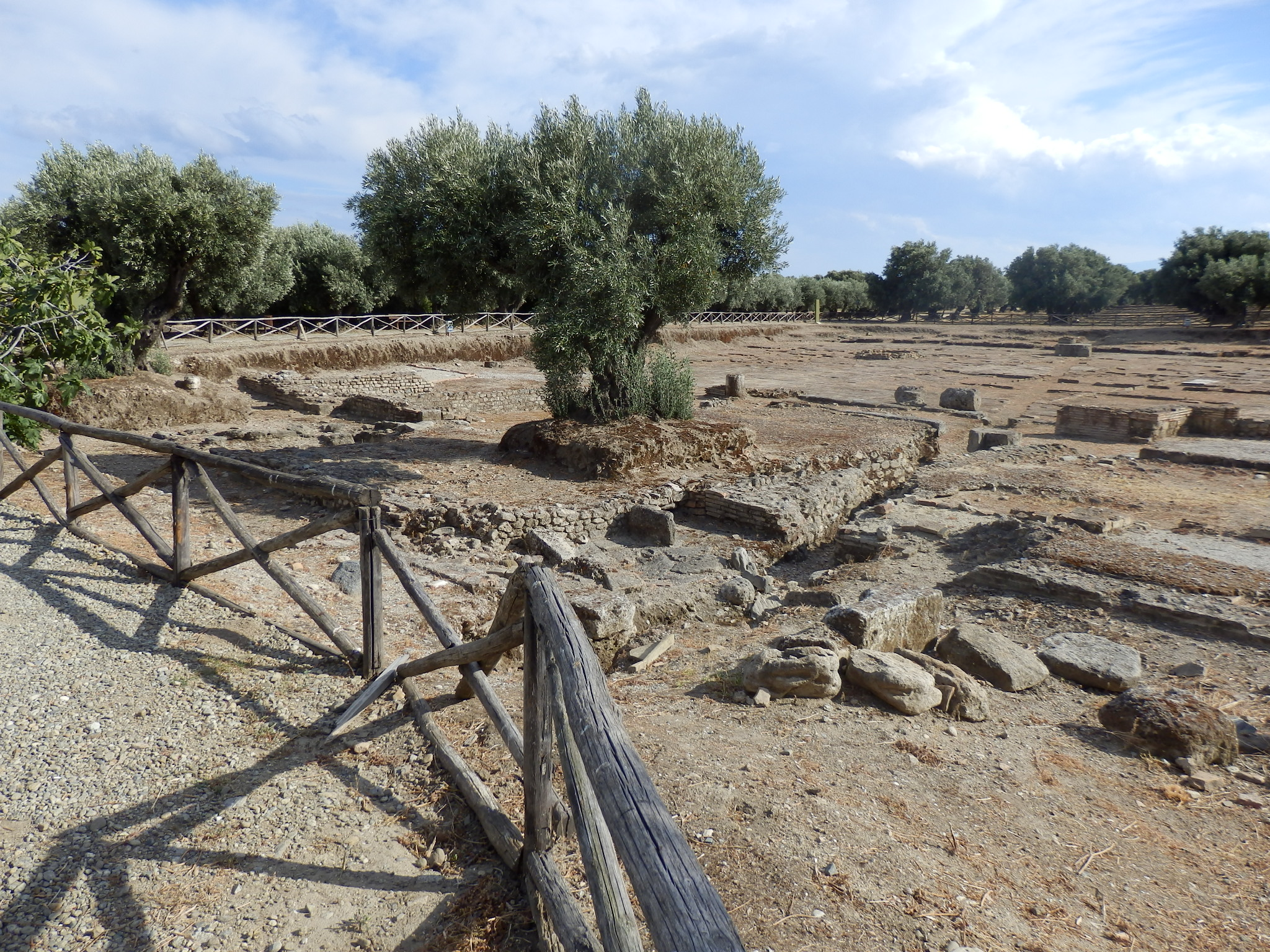
Forum romain.
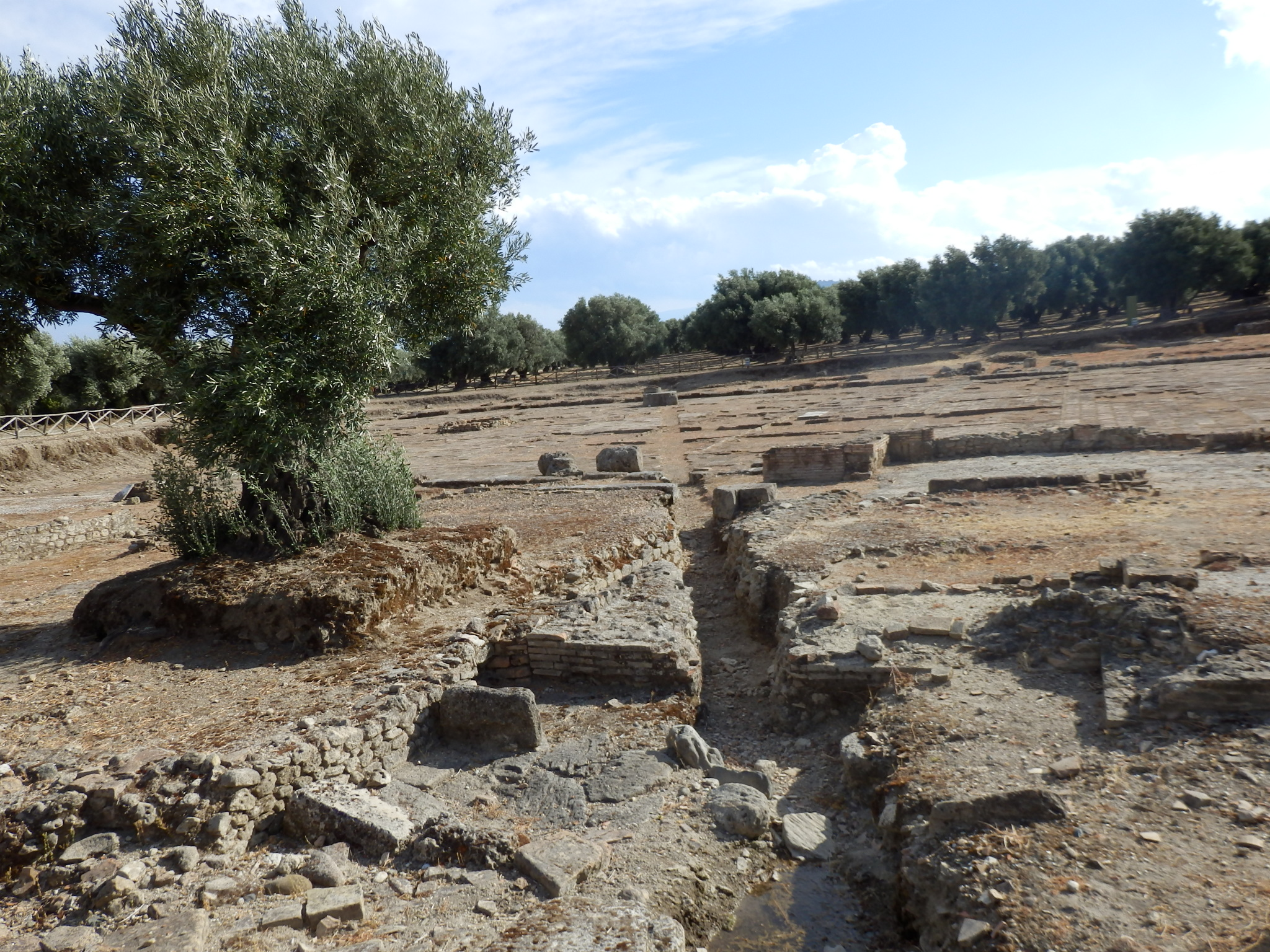
Forum romain.
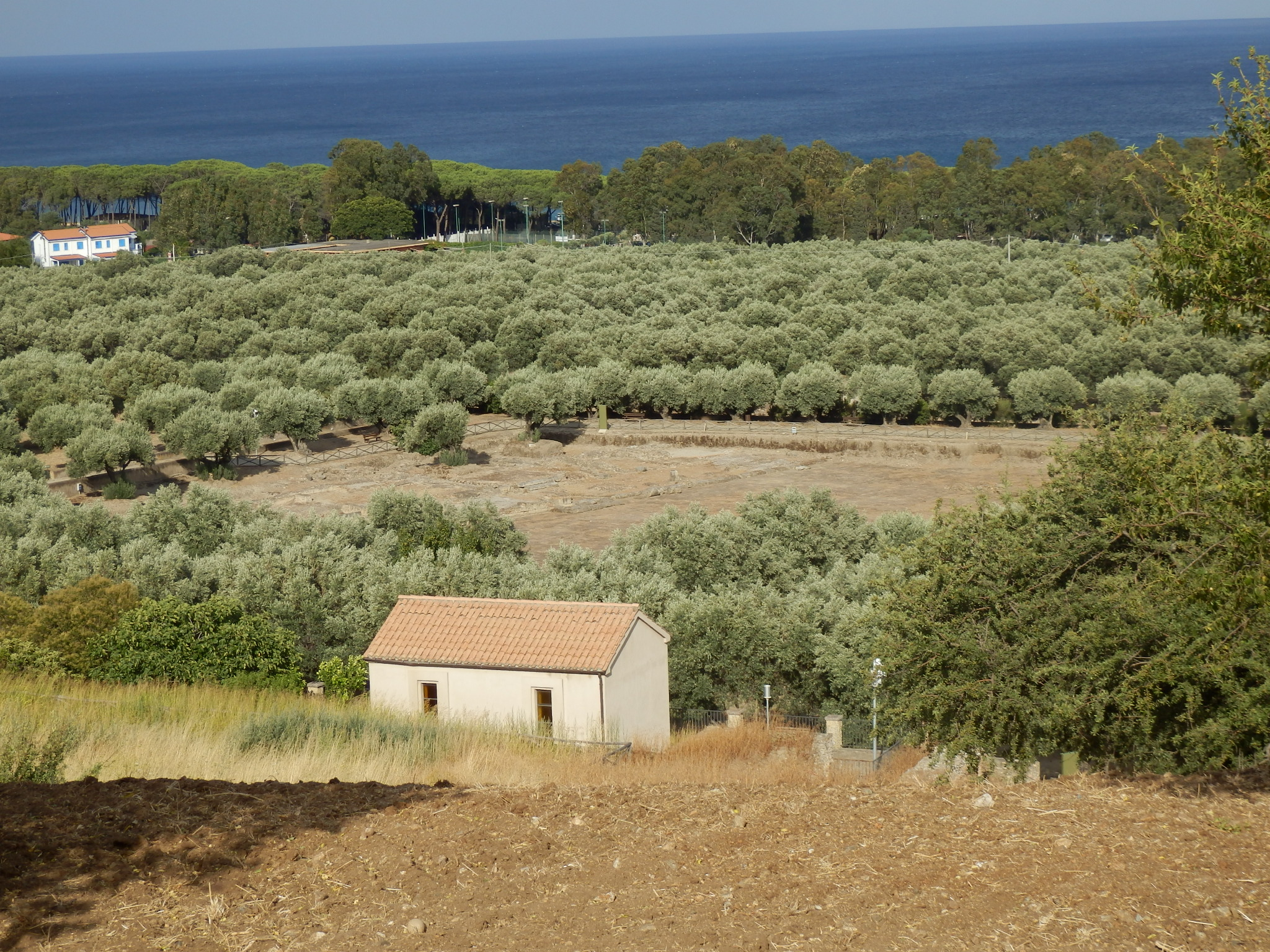
Vue surplombante du forum romain.

### Théâtre romain

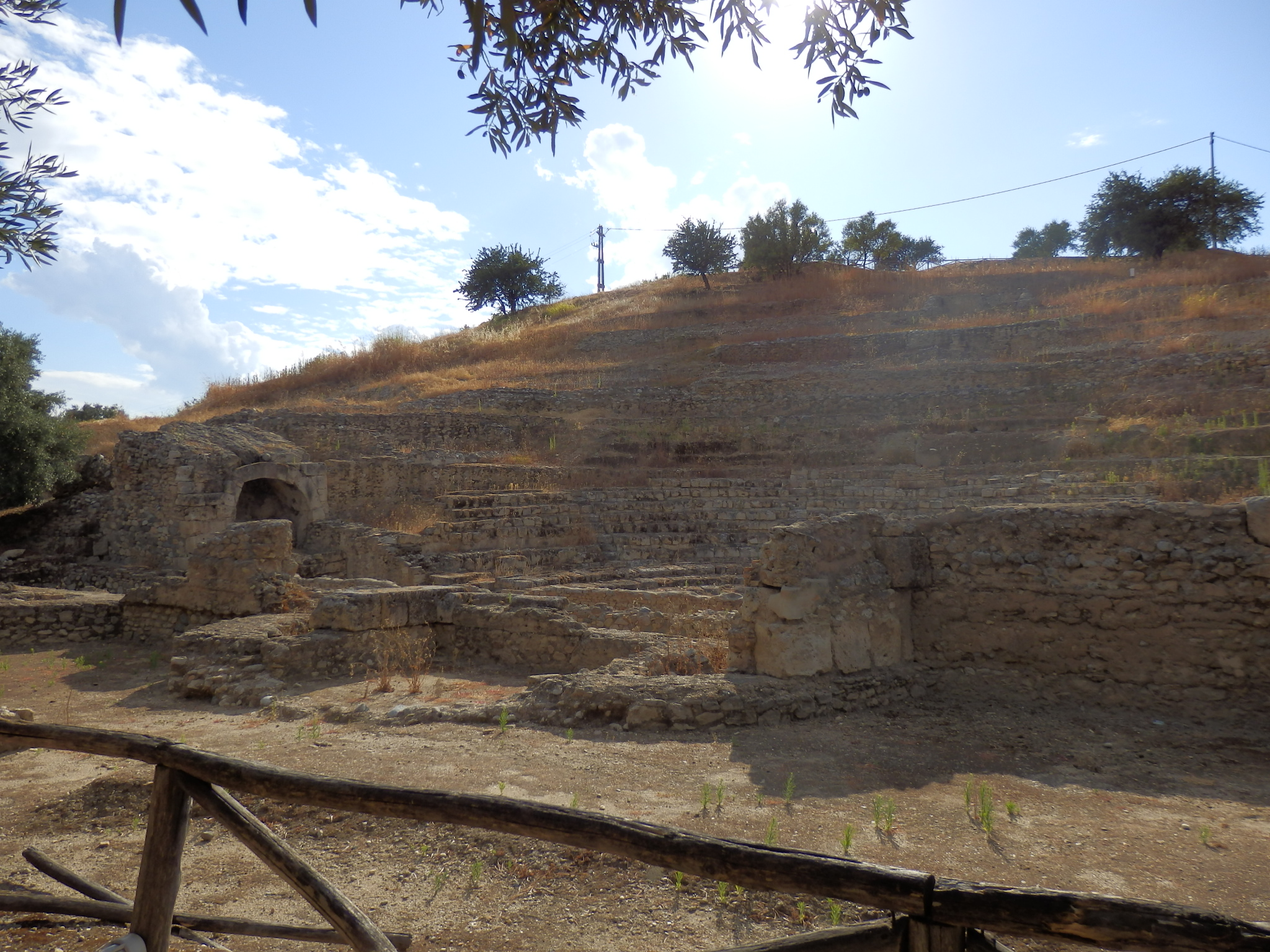
Le théâtre romain.
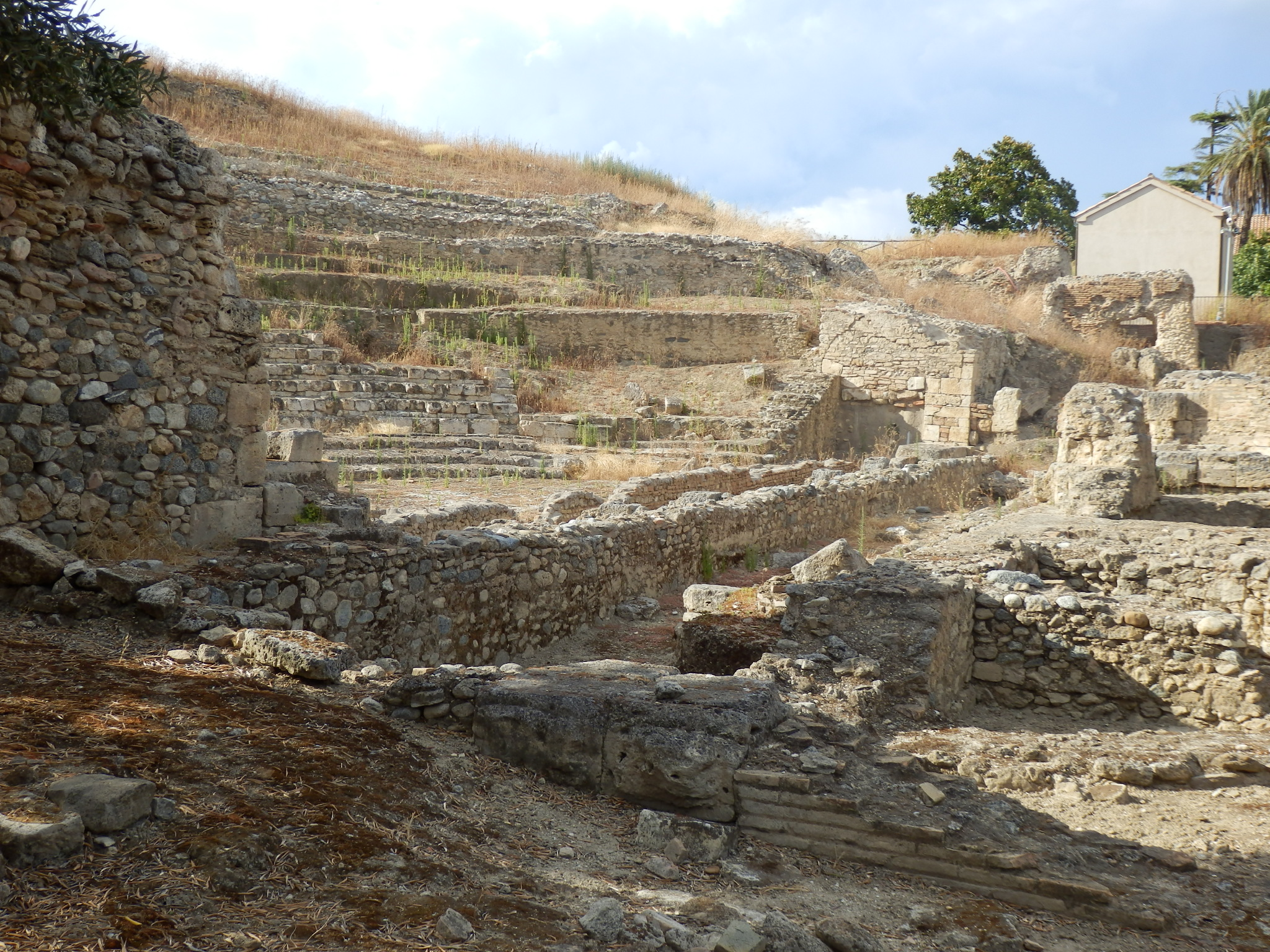
Le théâtre romain.

### Amphithéâtre romain

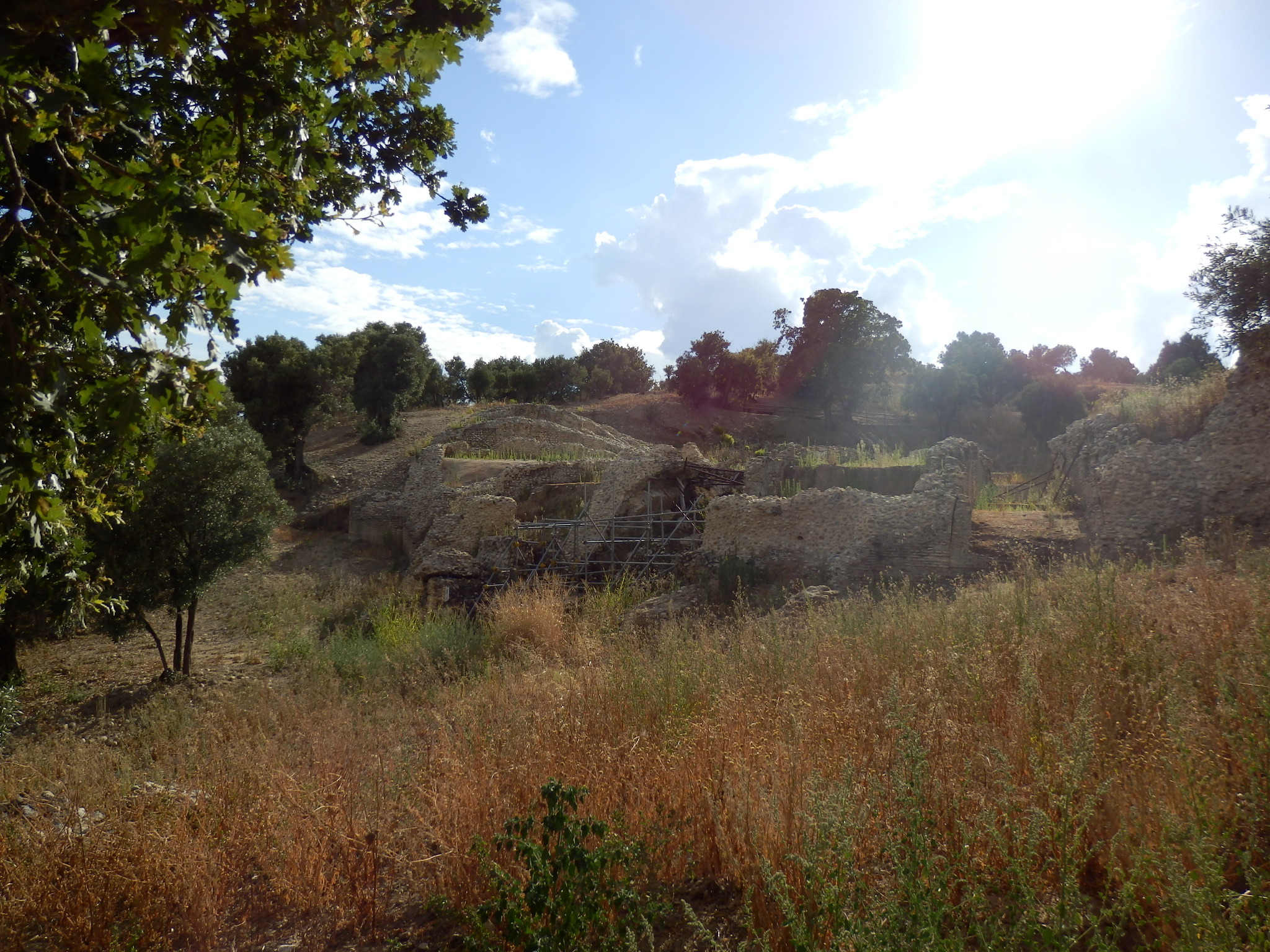
Vue extérieure de l'amphithéâtre.
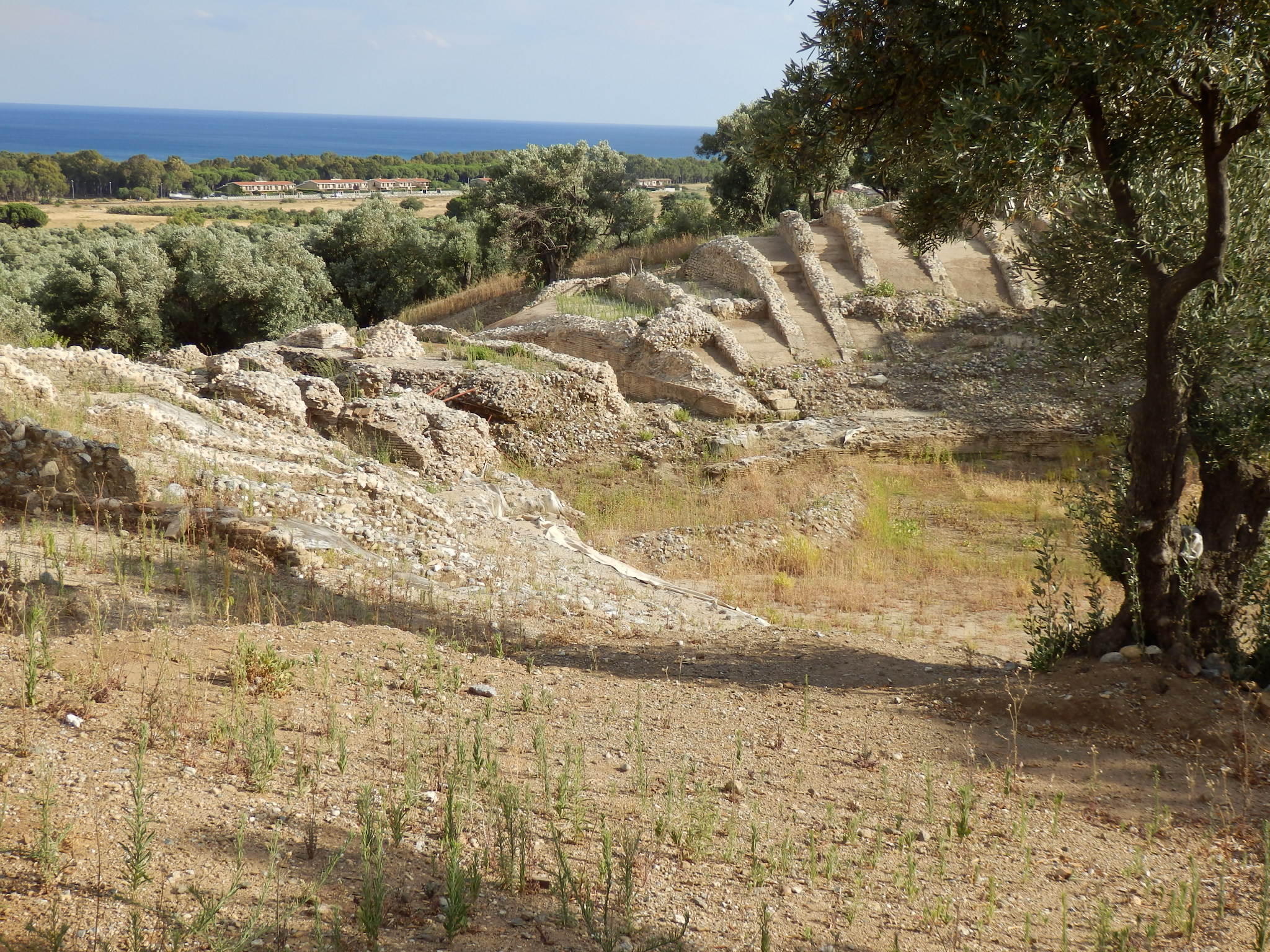
Gradins de l'amphithéâtre.

### Nécropole byzantine

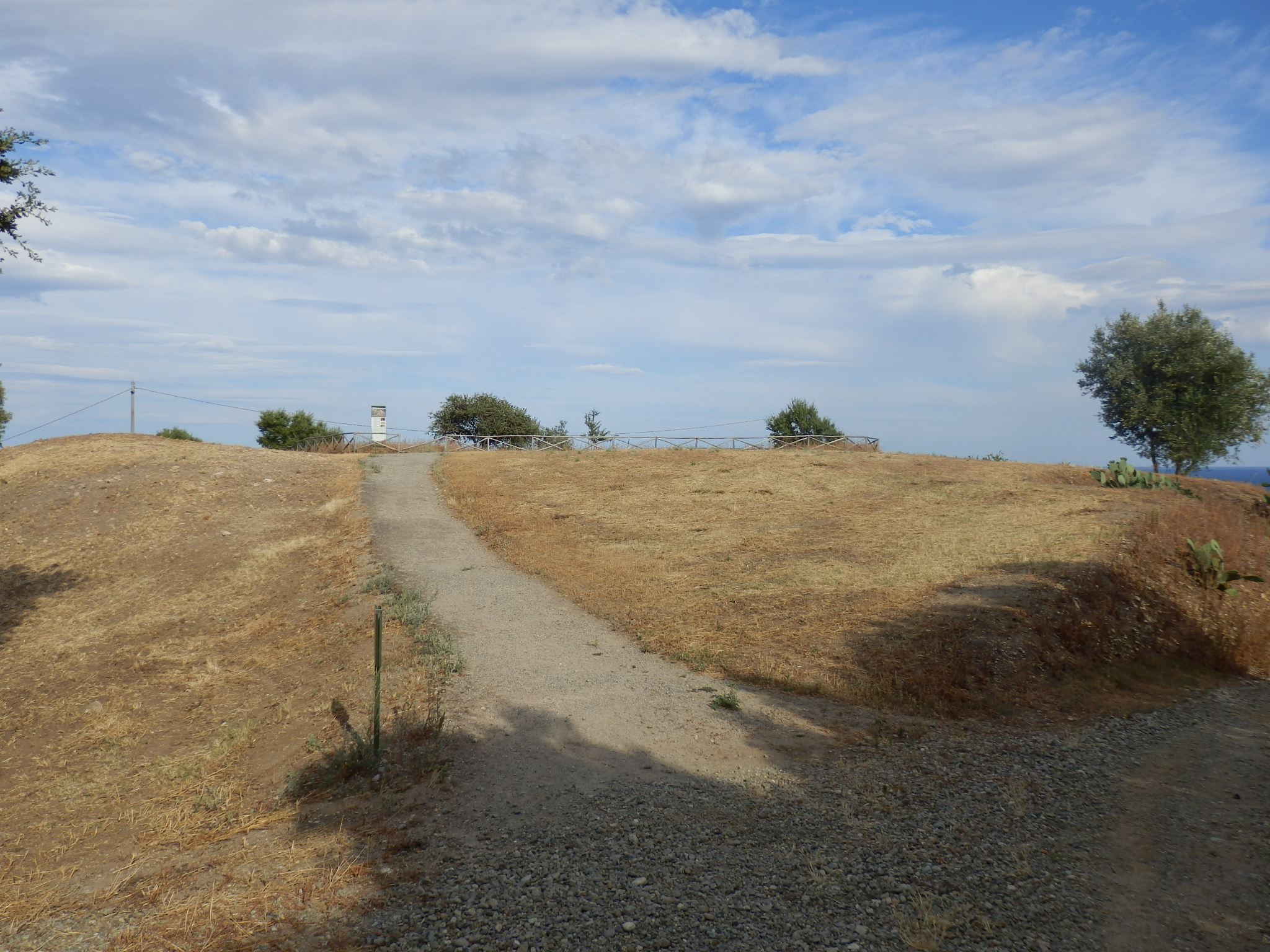
Vue en contre-plongée de la nécropole.
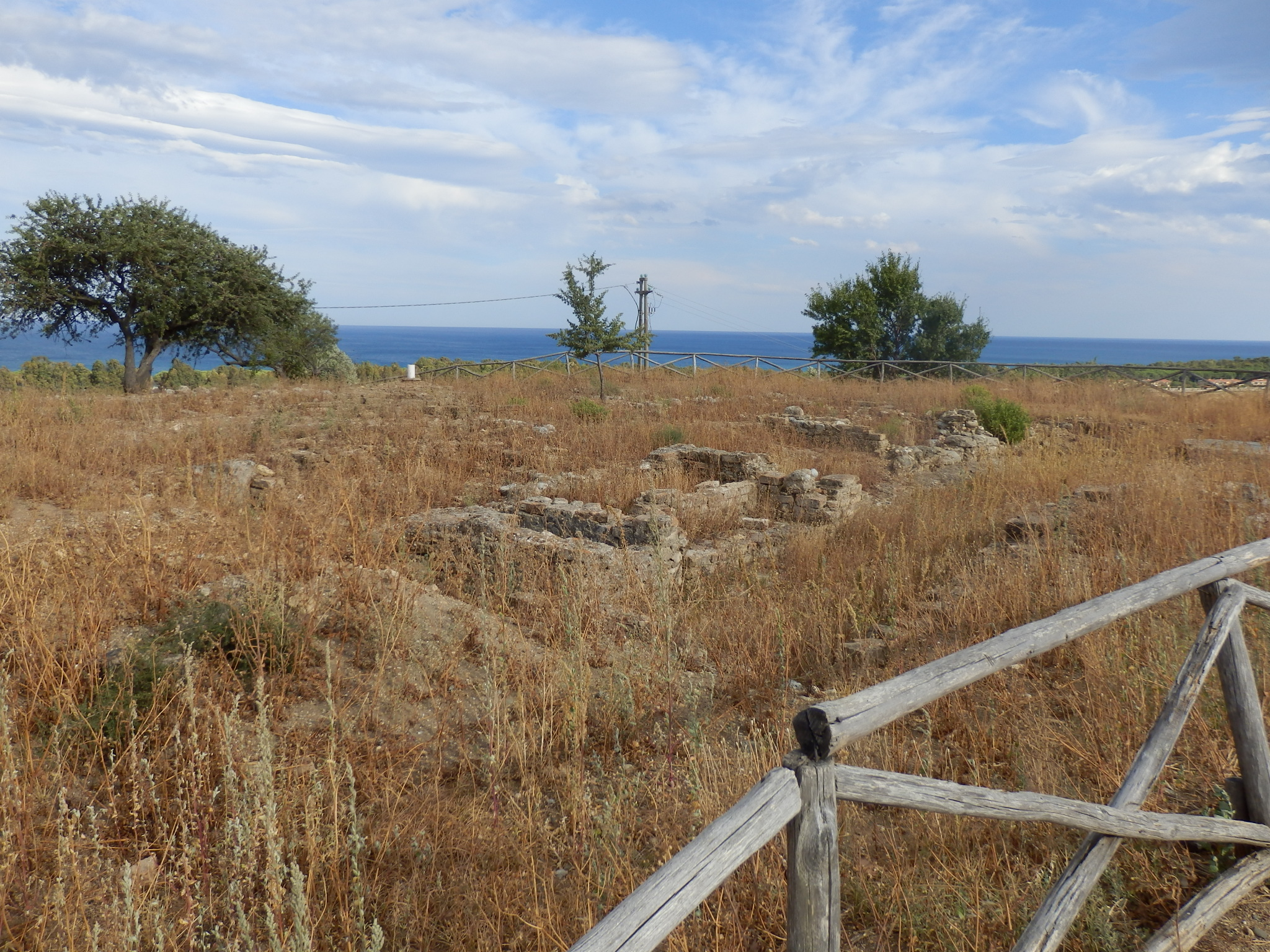
Vestiges de la nécropole.
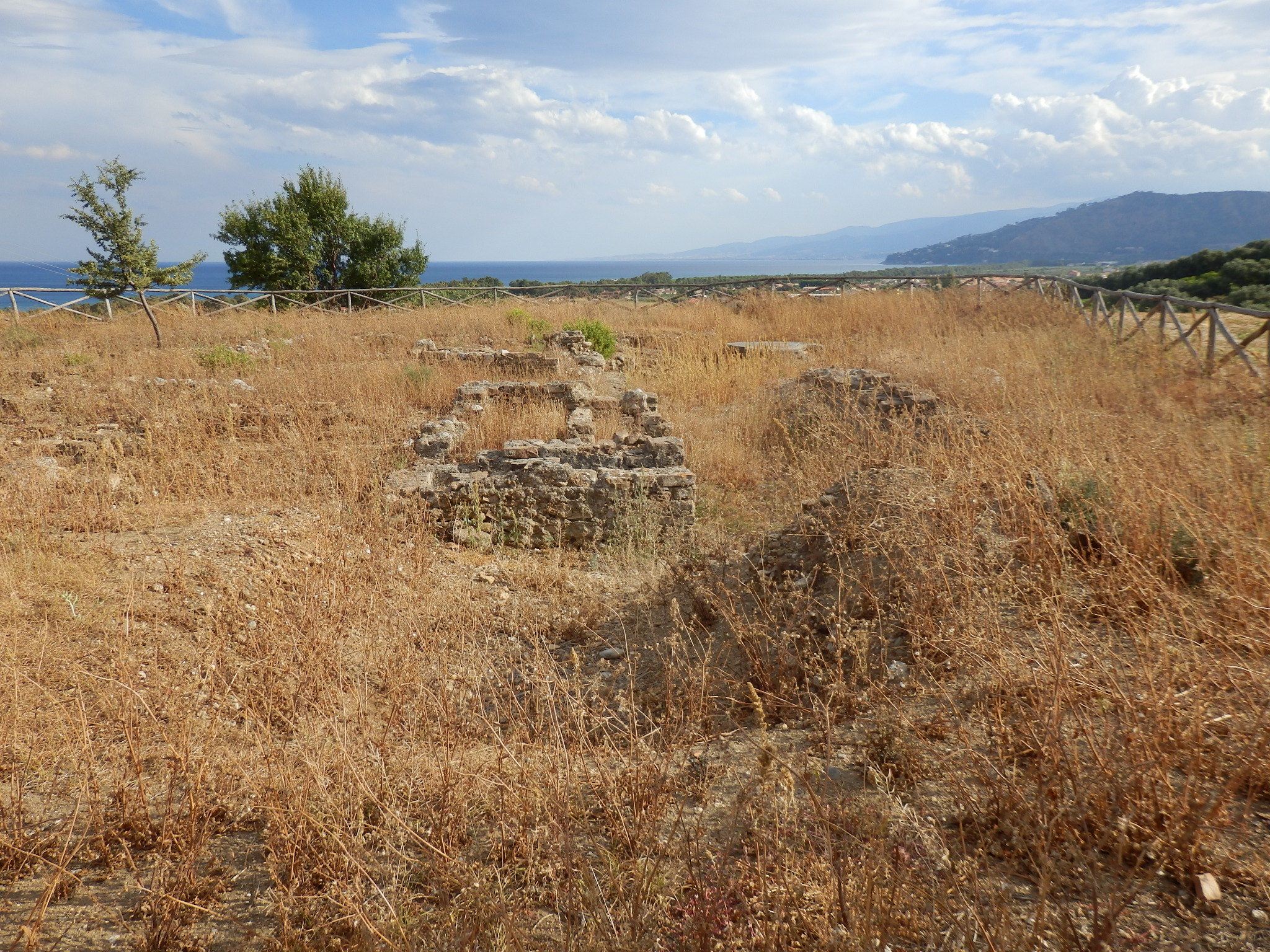
Vestiges de la nécropole.

### Musées
Un antiquarium est fondé entre 1987 et 1988 dans l'ancienne Villa Mazza, une grande maison construite dans les années 1930.

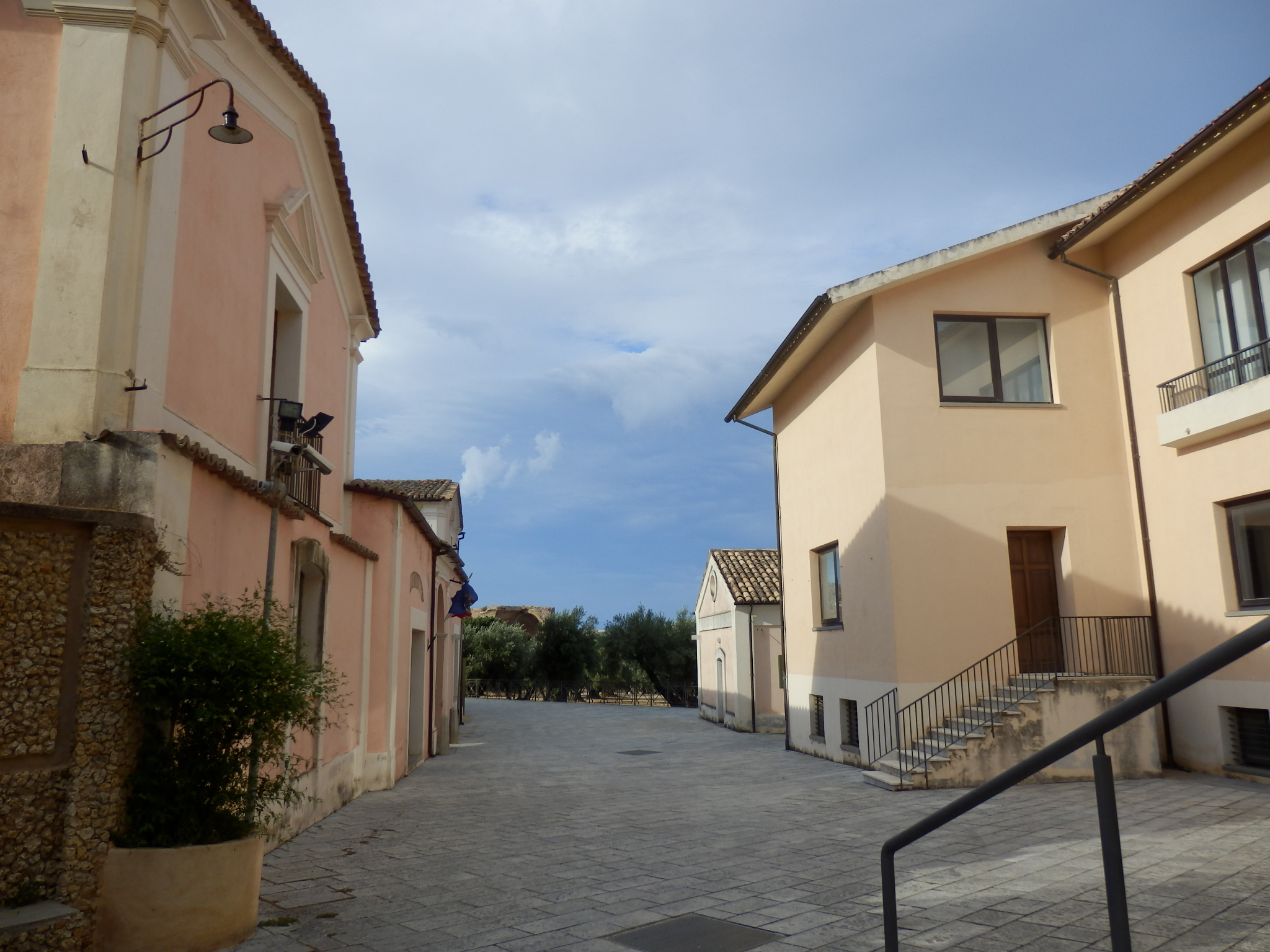
Les musées de Scolacium.
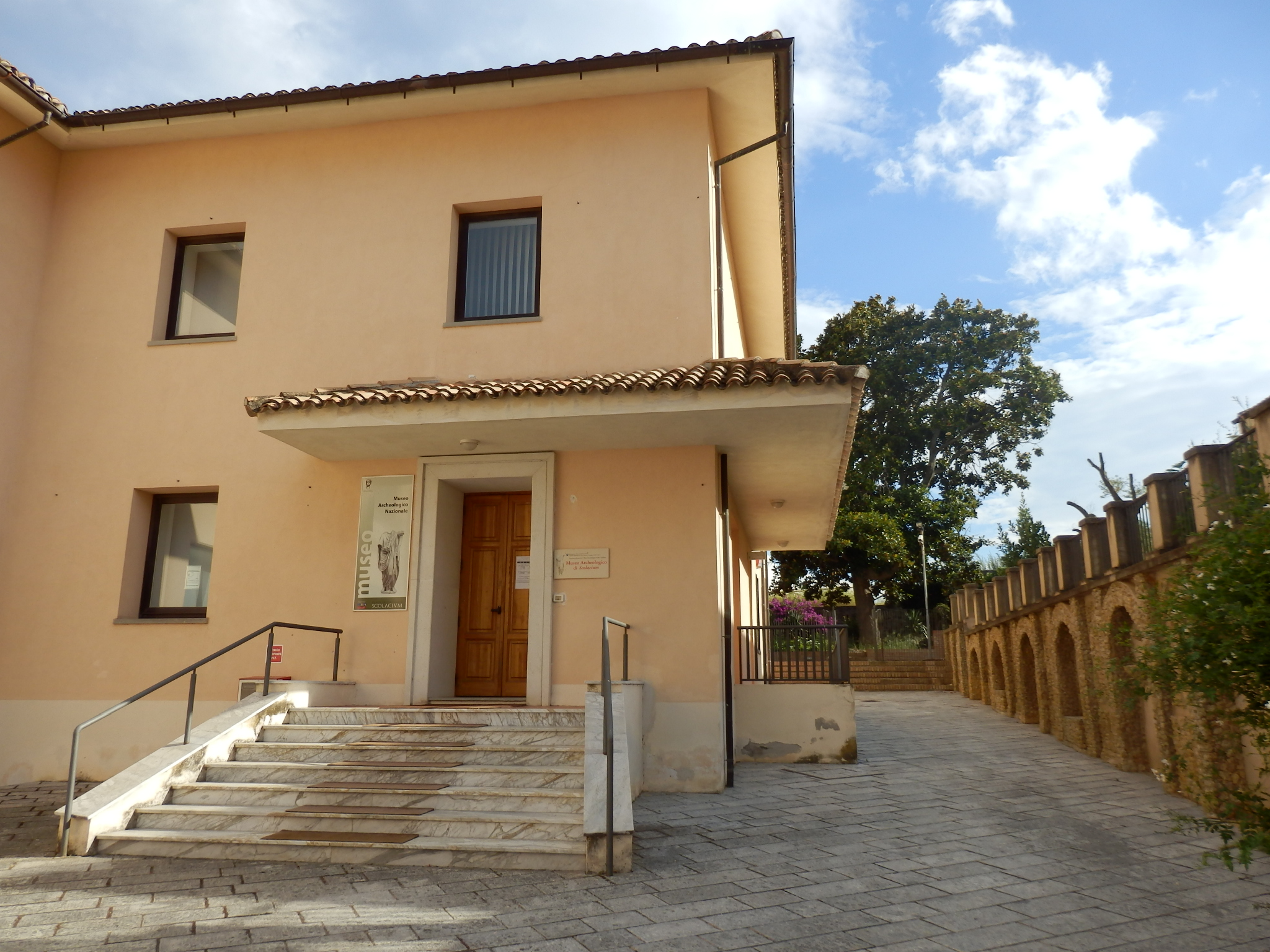
Musée archéologique national.

### Aménagements récents

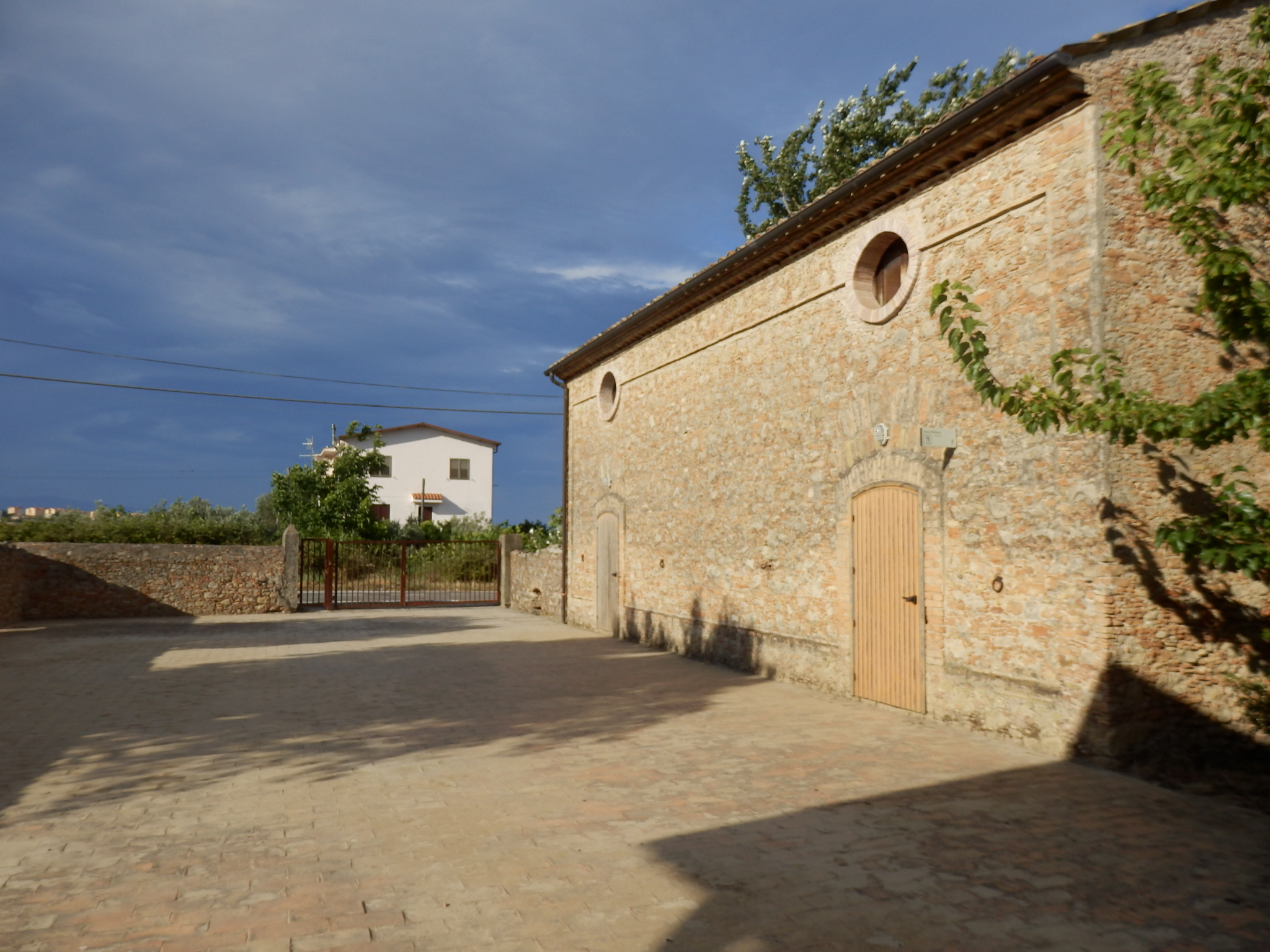
Entrée et parking du parc archéologique.

### Sources
- (it) Cet article est partiellement ou en totalité issu de l’article de Wikipédia en italien intitulé « Scolacium » (voir la liste des auteurs).